# Comuna Kuniv, Izeaslav
Kuniv (în ucraineană Кунів) este o comună în raionul Izeaslav, regiunea Hmelnîțkîi, Ucraina, formată din satele Antonivka, Dolocicea, Kameanka și Kuniv (reședința).

## Demografie
Componența lingvistică a comunei Kuniv
     Ucraineană (98,66%)
     Rusă (1,26%)
     Alte limbi (0,08%)
Conform recensământului din 2001, majoritatea populației comunei Kuniv era vorbitoare de ucraineană (98,66%), existând în minoritate și vorbitori de rusă (1,26%).